# William Robert Ogilvie-Grant
William Robert Ogilvie-Grant (25 marzo 1863 – 26 luglio 1924) è stato un ornitologo scozzese.
Ogilvie-Grant venne educato a Cargilfield ed al Fettes College di Edimburgo, dove studiò alla facoltà di Scienze Biologiche, zoologia ed anatomia. Nel 1882 divenne un Assistente al Museo di storia naturale di Londra. Studiò ittiologia sotto Albert C. L. G. Günther e nel 1885 la Sezione Ornitologica gli affidò una carica temporanea durante la visita di Richard Bowdler Sharpe in India. Rimase in quel dipartimento, divenendo alla fine Curatore degli Uccelli dal 1909 al 1918.
Succedette inoltre a Bowdler Sharpe come editore del Bollettino del Club Ornitologico Britannico, posto che mantenne dal 1904 al 1914.
Ogilvie-Grant effettuò molti viaggi di collezione, specialmente a Socotra, a Madera ed alle isole Canarie.